# 網走警察署
網走警察署（あばしりけいさつしょ）は、北海道警察北見方面本部が管轄する警察署の一つである。

## 管轄区域
- オホーツク総合振興局
  - 網走市
  - 網走郡大空町

## 所在地
- 北海道網走市南6条東5丁目

## 沿革
- 1882年（明治25年）：根室警察署網走巡査派出所として発足。
- 1883年（明治26年）：根室警察署網走分室となる。
- 1887年（明治30年）：網走警察署に昇格。
- 1948年（昭和23年）：警察法施行に伴い、自治体警察網走市警察が設置される。
- 1954年（昭和29年）：警察法の改正により北海道警察に統合され北見方面網走警察署と改称される。
- 2006年（平成18年）：常呂町と北見市の合併に伴い旧常呂町地域を北見警察署へ移管。

## 組織
- 警務課（警務係、犯罪被害者支援係、相談係、管理係）
- 会計課（会計係）
- 生活安全課（生活安全係）
- 刑事課（刑事係、鑑識係）
- 地域課（地域係）
- 交通課（交通係）
- 警備課（公安係、外事係）

## 交番・駐在所および所在地

### 網走市
- 駒場交番（駒場北4丁目1番1-2号）
- 新町交番（新町1丁目8番1号） - 2016年（平成28年）4月1日業務開始[1][2]
- 卯原内駐在所（字卯原内89-3）
- 藻琴駐在所（字藻琴109-2）
- 呼人駐在所（字呼人317-1）

### 大空町
- 女満別駐在所（女満別西3条4丁目2-7）
- 東藻琴駐在所（東藻琴82-1）
- 女満別空港警備派出所（女満別字中央201-3）

### 廃止
- 桂町交番 - 移転に伴い駒場交番となる[3]。
- 駅前交番 - 2016年（平成28年）4月1日、大曲駐在所と統合した新町交番の業務開始に伴い廃止[1][4]。
- 大曲駐在所 - 2016年（平成28年）4月1日、駅前交番と統合した新町交番の業務開始に伴い廃止[1][4]。
- 常呂駐在所 - 2006年（平成18年）常呂町と北見市の合併に伴い北見警察署へ移管。
- 中央交番 - 2025年（令和7年）4月1日　新町交番との統合再編による廃止[5]